# TIME (KANA-BOONのアルバム)
『TIME』（タイム）は、KANA-BOONのメジャー2枚目のオリジナルアルバム。2015年1月21日にKi/oon Recordsから発売された。

## 概要
- 前作『DOPPEL』から約1年3ヶ月ぶりのオリジナルアルバムである。
- 初回限定盤には、2014年8月30日に開催された泉大津フェニックスでのバンド初の野外ワンマンライブと密着ドキュメント映像が収録されたDVD『KANA-BOON野外ワンマン ヨイサヨイサのただいまつり！in 泉大津フェニックス』を封入[2]。
- 初回限定盤と通常盤の初回生産分の両方に『どうでもいいオマケ004』を封入。
- リリースに先立ち、2015年1月7日にYouTubeにて、本作の全収録曲をダイジェストにして制作されたMVが、同年1月20日には初回限定盤付属DVDのダイジェスト映像がそれぞれ公開された。ダイジェストMVと収録曲「スノーグローブ」のMVは共に須藤カンジが監督をしている。
- 2015年1月26日付けのオリコンアルバムウィークリーチャートで初登場4位、デイリーチャートでは初登場で最高2位。

## 収録内容
CD
| 全作詞・作曲: 谷口鮪、全編曲: KANA-BOON。 |                      |        |            |      |
| #                                         | タイトル             | 作詞   | 作曲・編曲 | 時間 |
| 1.                                        | 「タイムアウト」     | 谷口鮪 | 谷口鮪     | 3:09 |
| 2.                                        | 「LOL」              | 谷口鮪 | 谷口鮪     | 3:19 |
| 3.                                        | 「ターミナル」       | 谷口鮪 | 谷口鮪     | 3:32 |
| 4.                                        | 「結晶星」           | 谷口鮪 | 谷口鮪     | 5:12 |
| 5.                                        | 「クラクション」     | 谷口鮪 | 谷口鮪     | 3:43 |
| 6.                                        | 「フルドライブ」     | 谷口鮪 | 谷口鮪     | 3:16 |
| 7.                                        | 「生きてゆく」       | 谷口鮪 | 谷口鮪     | 4:24 |
| 8.                                        | 「スコールスコール」 | 谷口鮪 | 谷口鮪     | 4:13 |
| 9.                                        | 「愛にまみれて」     | 谷口鮪 | 谷口鮪     | 4:58 |
| 10.                                       | 「シルエット」       | 谷口鮪 | 谷口鮪     | 4:00 |
| 11.                                       | 「スノーグローブ」   | 谷口鮪 | 谷口鮪     | 4:13 |
| 12.                                       | 「パレード」         | 谷口鮪 | 谷口鮪     | 4:25 |
| 合計時間:                                 | 合計時間:            | 48:24  |            |      |

初回限定盤DVD
| #   | タイトル                 | 作詞 | 作曲・編曲 |
| --- | ------------------------ | ---- | ---------- |
| 1.  | 「A.oh!!」               |      |            |
| 2.  | 「ワールド」             |      |            |
| 3.  | 「クローン」             |      |            |
| 4.  | 「ロックンロールスター」 |      |            |
| 5.  | 「夜をこえて」           |      |            |
| 6.  | 「結晶星」               |      |            |
| 7.  | 「さくらのうた」         |      |            |
| 8.  | 「生きてゆく」           |      |            |
| 9.  | 「レピドシレン」         |      |            |
| 10. | 「盛者必衰の理、お断り」 |      |            |
| 11. | 「フルドライブ」         |      |            |
| 12. | 「ないものねだり」       |      |            |
| 13. | 「シルエット」           |      |            |
| 14. | 「眠れぬ森の君のため」   |      |            |

### 楽曲解説
1. タイムアウト
2. LOL
タイトルは英語圏のネットスラングで使われる"Laugh Out Loud"の略で「大笑い」の意味だが、谷口によれば「嘲笑う」という意味としている[3]。
3. ターミナル
4. 結晶星
2nd シングル。
5. クラクション
冒頭のクラクションの音は、実際にトラックのクラクションを録音し使用している[4]。
6. フルドライブ
3rd シングル。
7. 生きてゆく
4th シングル。
8. スコールスコール
9. 愛にまみれて
10. シルエット
5th シングル。テレビ東京系アニメ『NARUTO -ナルト- 疾風伝』オープニングテーマ。
11. スノーグローブ [4:13]
MVは2015年1月23日〜27日までYouTubeにて100時間限定で公開され、後に2015年3月18日に発売されたバンド初のクリップ集「KANA-BOON MOVIE 02/KB CLIPS 〜幼虫からサナギ編〜」に収録された。出演はモデルの廣岡沙恵[5]。2020年12月18日、バンド公式YouTubeチャンネルにて、ミュージックビデオが公開された。
12. パレード

## カバー
シルエット
- ハロー、ハッピーワールド!［弦巻こころ（伊藤美来）］ - アプリゲーム『バンドリ! ガールズバンドパーティ!』収録曲[6]（2017年4月3日追加[7]）。2021年11月10日発売のアルバム『バンドリ！ ガールズバンドパーティ！ カバーコレクション Vol.6』でCD初収録[8]。
- ЯeaL - 2ndフルアルバム『ライトアップアンビバレンツ』（2020年9月16日発売）にボーナストラックとして収録[9]。
- PELICAN FANCLUB - 2021年9月1日発売の3rdシングル「Who are you?/星座して二人」に収録。
- FLOW - 2023年8月30日発売のカバーアルバム『FLOW THE COVER 〜NARUTO縛り〜』に収録。